# 정의개발당 (튀르키예)
정의개발당(튀르키예어: Adalet ve Kalkınma Partisi 아달레트 베 칼큰마 파르티시[*], 약칭 AK PARTİ 아케 파르티[*] 또는 AKP)은 튀르키예의 보수주의, 우익 정당이다. 이 정당은 2001년에 소규모 우익 정당들의 합병으로 창당되었으며, 현직 당수는 튀르키예 공화국 대통령인 레제프 타이이프 에르도안이다.

## 주요 정치인
- 아흐메트 다부톨루
- 얄츤 아크도안
- 레제프 타이이프 에르도안
- 메블뤼트 차우쇼을루

## 같이 보기
- 튀르키예 대국민의회
- 튀르키예의 정당
- 튀르키예의 정치